# Ikvai Nándor
Ikvai Nándor, születési és 1961-ig használt nevén Iváncsics Nándor (Petőháza, 1935. március 17. – Szentendre, 1988. január 29.) magyar néprajztudós, muzeológus, múzeumigazgató, szakíró.

## Élete
Szerény földművescsaládból származott. Középiskolai tanulmányait a Berzsenyi Dániel Gimnáziumban végezte. 1954 és 1955 között a Soproni cukorgyár raktári munkásaként dolgozott. Később a Debreceni Kossuth Lajos Tudományegyetem Néprajzi Tanszékén folytatott tanulmányokat. 1959-től a debreceni Déri Múzeumban, 1960-tól a Hajdú-Bihar Megyei Tanács művelődési osztályán dolgozott. 1960-ban néprajz szakos muzeológus oklevelet, 1965-ben doktorátust szerzett. 
1961-ben, 26 éves korában felkérték a Ceglédi Kossuth Múzeum igazgatására. 1968-tól a Pest Megyei Múzeumi Szervezet igazgatói tisztségét töltötte be. 1980-tól haláláig a Művelődési Minisztérium Múzeumi Osztályának munkatársa volt.
Szerepet vállalt a Pest megyei múzeumi hálózat fejlesztésében, tájmúzeumok megalapítása fűződik a nevéhez (Cegléd, Szentendre, Vác). Emellett múzeumi törvényeket és szabályzatokat dolgozott ki.
1988 elején váratlanul hunyt el 53. életévében.

## Művei
Ikvai Nándor élete során számtalan folyóiratcikket írt néprajzi témakörökben, illetve szerkesztett ilyen jellegű szakmai újságokat. Ezek részleges felsorolása Ikvai Névpontos oldalán olvasható. Fő kutatási területe a népi földművelő gazdálkodás, Sopron és környékének népszokásai, a Börzsöny, Zempléni hegység és a Tápió mente földművelése volt. 
Önállóan megjelent könyvei, kiadványai:
- Falumúzeum. Néprajzi útmutató helytörténeti gyűjtőknek. 12 táblával. (Debrecen, 1961)
- Az ötvenéves Ceglédi Múzeum története és a Kossuth-kultusz. (Ceglédi füzetek. 16–17. Cegléd, 1967)
- Kiállítások a művelődési házban. (Pest megyei módszertani füzetek. Bp., 1968)
- Pest megyei múzeumi füzetek. 11. Szentendre, 1979)
- Ceglédi évszázadok. Vezető a ceglédi Kossuth Múzeumhoz. (Ceglédi füzetek. 20. Cegléd, 1972)
- A tövisborona Észak-Magyarországon és szlovákiai párhuzamai. 4 képpel. Miscellanea Ethnologica Carpatho-Balcanica. 4. Bp., 1981 (Ethnographia, 1981-es évfolyamán jelent meg először)
- Etnikai és interetnikai vizsgálatok tanulságai az Ipoly két partján. (A csehszlovákiai magyar nemzetiség néprajzi kutatása. Pozsony-Bratislava, 1981)